# Barcelone - Parc au crépuscule
Pour plus de détails, voir Fiche technique et Distribution.
Barcelone - Parc au crépuscule (El Parque de Barcelona al crepúsculo) est un documentaire muet espagnol réalisé par Segundo de Chomón, produit par Pathé Frères et sorti en 1904.

## Description
Le film présente des vues panoramiques du parc de la Ciutadella, « du plus gracieux effet » selon le catalogue Pathé.
Barcelone - Parc au crépuscule a été qualifié de « vrai poème » pour ses effets crépusculaires, obtenus par une photographie à contre-jour et un teintage de la copie en mauve-cinabre, une technique que Segundo de Chomón développera ultérieurement dans Dévaliseurs nocturnes.
Le film utilise également des déplacements de caméra, la caméra ayant été placée sur une plateforme montée sur des roues ou dans une poussette, qui anticipent la mise au point du travelling que fera plus tard Segundo de Chomón pour le tournage de Cabiria.
Pathé envoya à Barcelone en avril 1904 un opérateur, Vallouy, pour assister Segundo de Chomón dans la photographie de ce film.

## Fiche technique
- Réalisateur : Segundo de Chomón
- Assistant à la prise de vue : Vallouy